# 21st Century (álbum de Blue System)
21st Century (Siglo XXI) es el noveno disco de la carrera de Blue System. Fue editado en 1994 bajo el sello BMG Ariola y producido por Dieter Bohlen.
El álbum contiene 12 nuevos temas.

## Lista de canciones
| #   | Título                                        | Tiempo |
| --- | --------------------------------------------- | ------ |
| 1.  | "Welcome To The 21st Century" (Dieter Bohlen) | 1:02   |
| 2.  | "6 Years - 6 Nights" (Dieter Bohlen)          | 3:45   |
| 3.  | "Venice In The Rain" (Dieter Bohlen)          | 4:32   |
| 4.  | "If I Will Rule The World" (Dieter Bohlen)    | 3:41   |
| 5.  | "Sacrifice" (Dieter Bohlen)                   | 4:41   |
| 6.  | "When Bogart Talks To You" (Dieter Bohlen)    | 3:44   |
| 7.  | "That's Love" (Dieter Bohlen)                 | 3:32   |
| 8.  | "Lady Unforgettabe" (Dieter Bohlen)           | 4:16   |
| 9.  | "This Old Town" (Dieter Bohlen)               | 3:26   |
| 10. | "21st Century" (Dieter Bohlen)                | 3:09   |
| 11. | "Sister Cool" (Dieter Bohlen)                 | 3:21   |
| 12. | "See You In The 22nd Century" (Dieter Bohlen) | 1:05   |

## Posicionamiento
| Listas (1994)         | Máxima Posición |
| --------------------- | --------------- |
| Alemania albums chart | 11              |

- Datos: Q428261